# ボンバーマンストーリーDS
『ボンバーマンストーリーDS』は、2007年3月21日にハドソンから発売されたニンテンドーDS用アクションロールプレイングゲーム。
前作『ボンバーマンストーリー』（ゲームボーイアドバンス）の続編である。
ストーリーモード（アクションRPG）とボンバーマンバトルパック（従来のバトルゲーム）を収録。

## ストーリーモード
主人公のしろボンは敵を倒すことで経験値を得られ、一定値に達することでレベルアップする。複数の敵を同時に倒すことで「コンボ」となり得られる経験値がアップする。レベルアップすると、一度に設置できる爆弾の個数や火力が増えたり、ボムキックが使用できるようになったり、ひきょり（ボム投げの飛距離）やどうかせん（爆弾が爆発するまでの時間）を設定できるようになる。またしろボンははじめから持っているノーマルボム以外にも、Dr.アインが開発した特殊な効果を持った全7種類の「カラーボム」を使用することができる。カラーボムは所持している個数の分しか使用できず、設置する度に1個ずつ減っていく。敵を倒したりソフトブロックを破壊することで各カラーボムが描かれたアイテムパネルが出現し、それを入手することで補充することができる。それぞれ持てる最大は99個までである。また各ボムそれぞれ重さが異なり、それを利用した謎解きも存在する。
データの保存に関して、マップ上に配置されているセーブポイントに触れると「セーブしますか?」というメッセージが表示される。このとき「はい」を選択することでセーブが可能となる。今作ではセーブデータは1つしか作れない。セーブデータがある状態で、ゲーム開始時に「はじめから」を選択してセーブすると、前のデータは消えてしまう。
しろボンの生命力はハートで表示される。大きなハート1つは小さなハート5つ分である。敵の攻撃や爆風に触れると減少し、なくなるとゲームオーバーとなる。ゲームオーバー後は最後にセーブした状況から再開される。

## 設定

### ストーリー
遥か彼方の銀河系では様々な種族がともに暮らし、星々の間を行き来していた。人々は困ったことがあれば、慈善団体「ジャスティスライツ」に連絡して、事件を解決してもらっていた。ある満月の夜、ジャスティスライツ研究所から「ボラトル」という物質に関するデータがまるごと盗まれてしまう事件が発生した。どうやら研究の中止に一番反対していたプロフェッサージールという人物がこの事件に関与しているようであった。総帥のウォルフェマンと主任研究員のDr.アインは相談の上、結成されたばかりだが最も信頼のあるチームに捜索を依頼することにした。また、二人は万が一事態が悪化した場合はある男を呼ぶことを決めた。その男の名はしろボン。彼は宇宙の平和を守るボンバーマンである。

### 惑星
ノインウッド
緑に恵まれた森林惑星。
- ボス - ウェヤヒ・ザルート

巨大な送風機を背負い突風と回転攻撃で襲いかかってくる。優れた反射神経の持ち主。好きなものはギャンブル。
ゼクスマリン
水と氷で構成された海の惑星。海底に都市が存在する。
- ボス - メルート・ファリーナ

お湯でもすぐに凍ってしまう氷河惑星「ツェドラン」出身。ボムを無効化する水ジェル弾を放つ。
ドライデザート
砂漠の惑星。治安が悪く、貧富の格差が激しい。
- ボス - ダルボン・タブファラド

凄まじい怪力の持ち主。物を食べると同時にエネルギーに変換している。
フィーアフレイム
火山などの危険で過酷な環境が特徴の灼熱惑星。研究施設「ワークベース」が存在し、宇宙ステーション「メインベース」と転送装置で繋がっている。人工的に作られ野生化した敵キャラたちが溢れかえっている。
- ボス - デューク・ミネザキ

部屋中が火の海になる火遁の術など、禁断の秘伝書から得た数々の技で襲ってくる。自分の力が足りずに恋人をなくした過去を持つ。
ボラトルスフェア
ボラトルが貯蔵されている人工惑星。
- ボス - ハイド・ガフネ

謎に包まれた最強の敵だが、その正体はジャスティスライツのヒース・グラベルド。アンチボラトルマテリアル装甲で作られたパワードスーツを装備している。
- 最終ボス - ウィブダルス・ジール

ロードオブギャラクシーの創設者。元々はジャスティスライツ研究所に所属しており、偶然ボラトルを発見したことからボラトルプロジェクトの責任者として研究を指揮していた。ボラトルの持つエネルギーの大きさを危惧したウォルフェマンに命じられた研究の中止に反発しボラトルの研究データを盗み失踪した。

### キャラクター

#### ジャスティスライツ
ウォルフェマンを総帥とした全銀河慈善自警団。ボラトルとシャイニングボムの研究資料盗難事件から数ヵ月後にヒース達のチームが結成される。所有船は「フィフスムーン」。
Dr.アイン
ボンバー星雲で一番のボム科学の権威である天才ボムサイエンティスト。今作ではジャスティスライツ研究所主任研究員を務めている。白ボンのよき理解者で、今回の事件の解決のために白ボンを呼び寄せた。ボンバーマンの味方を参照。
ウォルフェマン
ジャスティスライツ総帥。種族は人間。元々は彼も慈善活動をしていたと思われる。
ヒース・グラベルド
研究資料盗難事件の数ヵ月後に結成されたチームのリーダー。ヒースのチームは各地で頻発している大量誘拐事件の調査と誘拐された人々の救出任務を命じられている。ウォルフェマンの指揮の下ずっとジャスティスライツに在籍しており、今回初めて自分のチームを持った。
ジャンデュック・フェムト
猫の姿と隻眼が特徴のヒースチームの一流パイロットで、元ギャラクシークルーザーのプロレーシングパイロット。その腕をヒースに買われてチームメイトになる。行き場をなくしていた頃にヒースに誘われたためヒースのことを慕っている。あだ名は「ジャン」だが、安心して背中を置ける仲間だけにしか呼ばせない。最初は白ボンを信用していていなかったが、エンディングで白ボンに対してこれからは自身をジャンと呼んでもいいと発言していることから、最終的には白ボンの実力を認めている。
アシェル・ルブラン
人の姿をしたヒースチームの女性航海士。先祖代々から職業軍人の名家に生まれた。戦場でヒースと知り合い、ジャスティスライツのメンバーになった。生まれてくるときの事故が原因で遥か遠くのものが何なのか分かる能力を持っているが、その反面すごく近くにあるものは何もわからない。本人は無意味な能力としているが、この能力のおかげでヒースたちと出会えたと感謝もしている。
カルーザ・ミューン
猿の姿をしたヒースチームのメカニック。戦乱の星に生まれる。戦争で家族を失い、寂しさを紛らすためにファブを製作した。荒れ果てた戦場の中で、物を壊すより作ることが好きになる。ジャンデュックのことを「ジャンにい」と呼んだり、彼の真似をしたりすることからジャンデュックに憧れている節がある。
ファブ
戦乱の中家族を失ったカルーザが自分の家族にするために作ったロボット。ファブはカルーザにとって家族であり友達であり、ジャスティスライツの仲間である。

#### ロードオブギャラクシー
ウィブダルス・ジール/プロフェッサージール
紫色の皮膚が特徴の科学者で、ロードオブギャラクシーリーダーにして創設者。かつてはアインと同じジャスティスライツ研究所に所属していた。
ジャスティスライツ在籍中に偶然ボラトルを発見し、ボラトルプロジェクトの責任者として研究を指揮することになる。しかしボラトルのエネルギー出力が大きすぎたため、ボラトルを扱うことを危惧した総帥ウォルフェマンにより研究中止が命じられ、ボラトルの力の虜となっていた彼は反発し研究所から抜け出す時にボラトルとDr.アインがボラトルのエネルギーを利用して開発していた「シャイニングボム」の研究資料を盗み出し研究を続けた。
ウェヤヒ・ザルート
青いトカゲの姿をした獣人で、惑星ノインウッドのボス。優れた反射神経を持つ。巨大な送風機を背負い突風と回転攻撃を行う。趣味はギャンブル。ボンバーマンの事は名前だけしか知らなかった。
メルート・ファリーナ
惑星ツェドランと呼ばれる凍った星に生まれた緑色の肌をした人型の女性。惑星ゼクスマリンのボス。ボムを無効化にする水ジェル弾を撃つ。
ダルボン・タブファラド
肥満体形の男。凄まじい怪力を持つ。常に食べる事しか考えていない。惑星ドライデザートのボス。自身が担当している惑星は食べ物が少ないという理由でファリーナが担当している惑星に来て食べ物を喰う。
デューク・ミネザキ
忍者の姿をした男。惑星フィーアフレイムのボス。過去に自分の力が足りずに恋人を失った事がある。力を得るために禁断の秘伝書を手に入れた。
ハイド・ガフネ
ジールの最強の部下として白ボンの前に現れるが、その正体は催眠術によって操られているジャスティスライツのヒース。アンチボラトルマテリアル装甲で作られたパワードスーツを装備しており、倒すまで正体がわからない状態になっている。惑星ボラトルスフェアのボス。

#### その他のキャラクター

##### ノインウッドの人々
シュゼッテ
長老の命でジャスティスライツに誘拐事件の調査依頼をした女性。
シャーマン（本名不明）
ノインウッドの村の人々にシャーマンと呼ばれているおばあさん。シャーマンとは「かみやどりのき」で神への祈りを捧げる時の指導者に与えられた役職のことを指す。
長老
ノインウッドの村の長老。

##### ゼクスマリンの人々
ヲルソー
ジャスティスライツに誘拐事件の調査を依頼した一人。海洋牧場の組合長を務めている。

##### フィーアフレイムの人々
チーフ（本名不明）
フィーアフレイムの研究施設のチーフ。悪い噂が多く周りの研究員からの評判も悪い。昔とある研究所のエースだったとの噂もある。
惑星形成段階であったフィーアフレイムで微生物を発見し、これを上層部に報告するも、より高度な内容報告を要求される。要求に応えようと微生物の遺伝子から進化の過程を調べるも成果が出ず、結果が出ないのであればチームを解散させると上層部に脅され、チームの皆に内緒で微生物の遺伝子からニセモノの生物を作り出し星に放した後、野生生物を発見したと嘘の報告をした。この功績によりチーフに昇格し、研究チームも解散を免れ、現在もチーフが作った生物をこの星の野生生物として研究している。
彼が不正に手を出した理由はチームの解散を盾に脅された以外にもある。チーフの子どもは体が弱く、病気を治すために高額な手術代を払わねばならず、上層部からの「嘘でも結果を出せ、結果を出せば金をやる。」といった言葉に乗ってしまったことである。
しかし手術の甲斐なく子どもは亡くなってしまい、奥さんまでも交通事故で失ってしまう。

## ボンバーマンバトルパック
『Touch!ボンバーマンランド』（2006年7月発売）および『ボンバーマンストーリーDS』に収録されている対戦型のボンバーマン。『Touch!-ランド』と『ストーリーDS』と異なるソフトでも、マルチプレイおよびWi-Fiでの対戦が可能。
ボンバーマン (ニンテンドーDS)のステージ構成やバトル方式を踏襲しているが、ボタンのみの操作となり、アイテム数も減っている。またBGMやドット絵等も異なる。

### バトル
- ノーマルバトル
- クラウンバトル
- パネルバトル

### モード
シングルプレイ
CPU相手の1人用対戦バトルで、8キャラまでの同時対戦。
マルチプレイ
DSワイヤレスプレイ（人数分のカートリッジが必要）とDSダウンロードプレイ（1本で8人までの対戦が可能）がある。
Wi-Fi
ニンテンドーWi-Fiコネクションによるネット対戦（最大プレイヤー4人+CPU4キャラ）。ノーマルバトルのみ。

## カードボックス
ストーリーモードに登場するアイテム、敵、トラップ（ミニゲーム）をカードとして閲覧することができるモード。全てのカードを入手するとおまけが解禁される。カードによっては一度機会を逃すと入手不能になるものも存在する。入手不能になったカードを手に入れるにはもう一度はじめからストーリーモードをプレイする必要がある。
アイテムカードはストーリーモード中に入手したことのあるアイテムを見ることができる。スレッドカードは敵キャラクターの情報が書かれているカード。ストーリーモードに登場する特定の人物からアイテム「ボラッドコール」と交換してもらうことで入手できる。トラップカードはクリアしたことのあるトラップの説明を見たりプレイしたりできる。ただしタッチペンやマイクを使用するものに限られる。